# Jens Müller (NS-Funktionär)
Jens Müller (* 22. Juni 1896; † 13. Januar 1949 in Oldenburg) war ein deutscher Fabrikant und Gauamtsleiter der NSDAP im Gau Weser-Ems.

## Leben
Der Kaufmann und Eigentümer einer Fabrik für Zigaretten trat am 26. Januar 1926 in die NSDAP ein. Dem Stadtrat von Oldenburg gehörte er seit dem 7. Januar 1931 an. Als Ortsgruppenleiter (OLG) der NSDAP für Oldenburg betätigte er sich vom 21. Januar 1931 bis 1932 und bis 1932 auch als Bezirksleiter für Oldenburg. Bei der Zeitschrift Freiheitskämpfer besetzte er 1932 die Position eines Schriftleiters.
Vom 17. Oktober 1939 bis zum 4. März 1940 wirkte er als Kreisleiter für Oldenburg-Stadt. Für die NS-Betriebszellenorganisation (NSBO) arbeitete er als stellvertretender Gauleiter vom 10. August bis 30. August 1933, um dann vom 5. Dezember 1933 bis 9. Mai 1934 als NSBO-Geschäftsführer eingesetzt zu werden.
In den Zeiten vom 2. Oktober 1933 bis 31. Dezember 1933 und vom 20. Januar 1934 bis zum 6. Juni 1935 war er als Gauamtsleiter der NS-Handels- und Gewerbeorganisation (NS-Hago) tätig. Ab Januar 1934 nahm er die Position eines geschäftsführenden Mitglieds im Vorstand des Rings Oldenburger Bauwirte ein.
Zum Stellvertreter des Gaufachberaters für ständischen Aufbau wurde er am 19. März 1934 ernannt. Ab dem 21. März 1934 gehörte er nicht mehr der Industrie- und Handelskammer an. Zum Bezirksbeauftragten in Niedersachsen für die Aufstellung von Sachverständigenbeiraten aus Handel und Handwerk wurde er von April 1934 ernannt.
Ab dem 1. März 1935 wirkte er als Gauorganisationsleiter für die Freizeitorganisation Kraft durch Freude (KdF). Zum Gauwalter der Deutschen Arbeitsfront wurde er vom 7. März 1935 bis 29. Januar 1936 eingesetzt. Danach war er als Gaubetriebsgemeinschaftsverwalter Handel vom 8. März bis 14. März tätig. Eine weitere Aufgabe erwartete ihn ab dem 1. April 1936 bis zum 4. November 1937 als Leiter der „Arbeitsgemeinschaft für Schadenverhütung“ im Gau Weser-Ems.
Danach konnte er seine Parteikarriere als Gauamtsleiter des Gauringes I für nationalsozialistische Propaganda vom 18. Oktober 1938 an fortsetzen, war er doch ab 1938 schon als Referent im Reichspropagandaamt Weser-Ems tätig. Am 26. Mai wurde er zum Gauamtsleiter befördert und am 27. Mai 1940 erfolgte die Ernennung zum Leiter des Gaupropagandaringes.
Am 26. Oktober 1940 wurde er zur Wehrmacht eingezogen. Aber schon am 29. September 1941 konnte er wieder im Gau Weser-Ems als kommissarischer Pressereferent des Reichspropagandaamtes für den Gau arbeiten. Ab September war er wieder Gauamtsleiter.
Nach dem Kriege wurde er vom Spruchgericht Benefeld am 18. Juni 1948 zu einem Jahr Gefängnis und einer Geldstrafe von 1000 Reichsmark verurteilt. Diese Haftstrafe war aber durch seine Zeit im Internierungslager abgegolten.
Er brachte sich am Grab des Gauleiters Carl Röver auf dem Neuen Friedhof in Oldenburg um.